# تكرار تاريخي

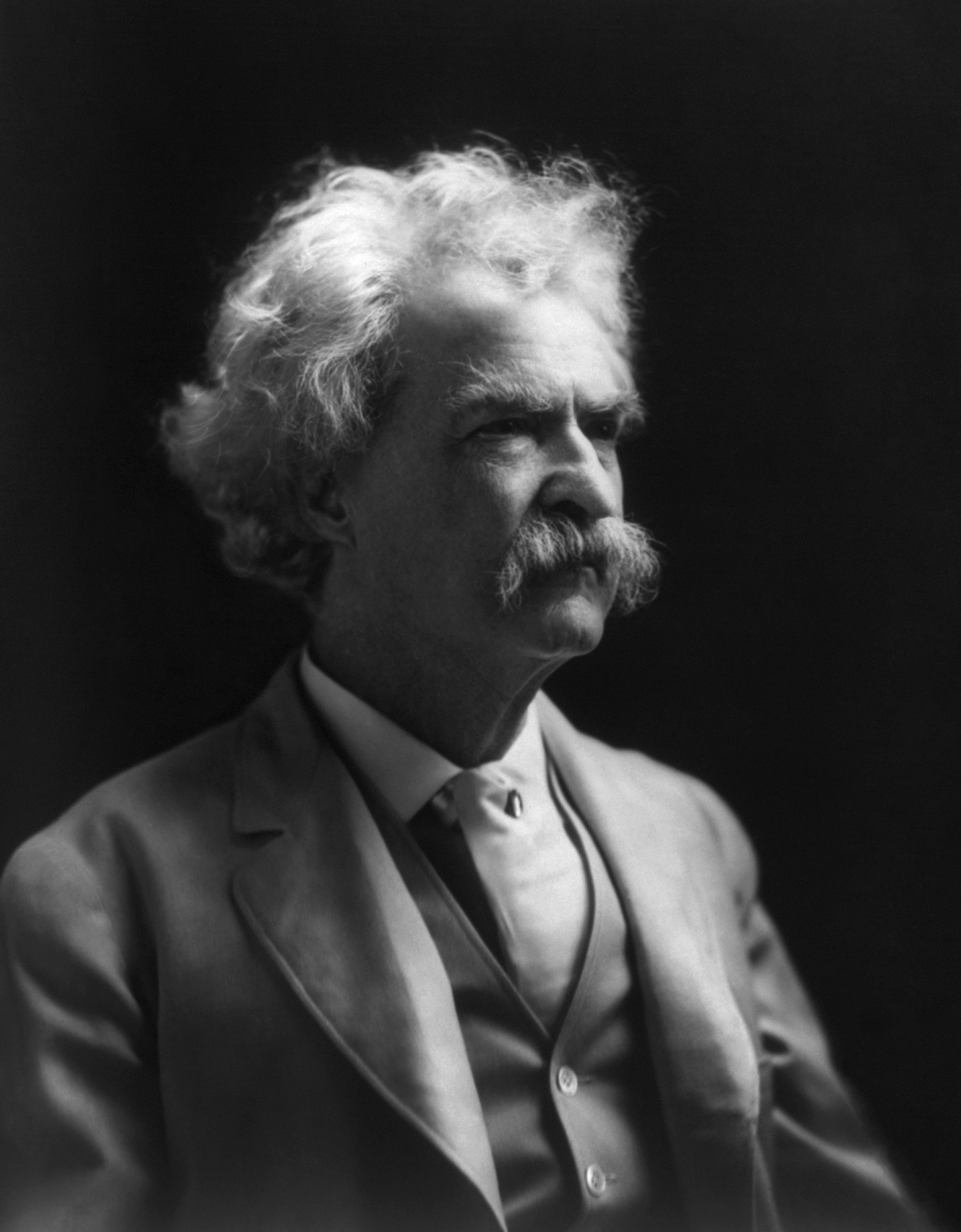
يقول مارك توين «التاريخ قد لا يعيد نفسه ولكنه يتشابه كثيراً».

التكرار التاريخي (بالإنجليزية: Historic recurrence)‏ أو التاريخ يكرر نفسه  هي عبارة عن تكرار الأحداث المتشابهة في التاريخ. طُبق مفهوم التكرار التاريخي بطرق شتى على التاريخ الإجمالي للعالم (قيام وسقوط الإمبراطوريات مثلًا)، وعلى النماذج التكرارية في تاريخ كيان سياسي ما، وعلى أي حدثين محددين يحملان تشابهًا بارزًا. افتراضيًا، وبحده الأقصى، يعتنق مفهوم التكرار التاريخي عقيدة العَود الأبدي، التي كُتب عنها بصيغ مختلفة منذ القدم ووصفها في القرن التاسع عشر كل من هاينرش هاينه وفريدريك نتيشه.
لكن، بينما يُشار إلى المفهوم غالبًا بعبارة «التاريخ يعيد نفسه»، لا يمكن اعتبار ذلك صحيحًا تمامًا في دورات دون مدة الدورة كونية. لا يشتمل هذا التفسير للتكرار على ماورائيات، على نقيض تفسير نيتشه ربما. تقع التكرارات نتيجة ظروف يمكن التحقق منها وسلاسل سببية. أحد الأمثلة على الآلية هي ظاهرة الاكتشاف المتعدد المستقل (الاختراع المتزامن) في العلم والتكنولوجيا، التي صوّرها روبيرت كيه ميرتون وهارييت زوكرمان الموجودة في كل مكان.
يتقفى جي دبليو ترومف، في كتابه فكرة التكرار التاريخي في الفكر الغربي، أثر أنماط الفكر والسلوك السياسيين المتكررة تاريخيًا في الغرب منذ التاريخ القديم. إذا كان التاريخ يحمل لنا دروسًا، فهي موجودة بامتياز في أنماط متكررة كهذه.
يمكن أن تُحدث التكرارات التاريخية من نوع «التشابه البارز» شعورًا بالـ «التقاء» أو الـ «رَجع الصدى» أو وهم سبق الرؤيا.

## مؤلفون
قبل طرح نظرية التكرار التاريخي على يد بوليبيوس، مؤرخ يوناني من العصر الهلنستي (ولد نحو عام 200 – توفي نحو عام 118 ق.م)، كان المفكرون الغربيون القدماء الذين شغلوا فكرهم بالتكرار مهتمين بصورة كبيرة بالتكرار الكوني بدلًا عن التاريخي (إنظر «العود الأبدي»). من بين الفلاسفة والمؤرخين الغربيين الذين ناقشوا مفاهيم التكرار التاريخي المتعددة كان بولينيوس، والمؤرخ والخطيب اليوناني ديونيسوس الهاليكارناسوسي (ولد نحو عام 60 وتوفي نحو عام 7 ق.م)، ولوقا الإنجيلي، ونيكولو ماكيافيلي (ولد عام 1469 – توفي عام 1527)، وجيامباتيستا فيكو (ولد عام 1668 وتوفي عام 1744)، وأرنولد توينبي (ولد عام 1889 وتوفي عام 1975).
هناك مفهوم شرقي يحمل قرابة لمفاهيم التكرار التاريخي الغربية وهو مفهوم وصاية السماء الصيني، الذي بحسبه يفقد الحاكم غير العادل دعم السماء له ويبيد.
يصف جي دبليو ترومف نماذج فكرية متعددة من التكرار التاريخي، من بينها نماذج فكرية تعرض أنماطًا من الظواهر التاريخية واسعة النطاق على أوجه مختلفة: «دورية»؛ أو «متقلبة»؛ أو «متَبادلة»؛ أو «معاد إصدارها»؛ أو «مُجددة». يشير أيضًا إلى «النظرة المنبثقة من إيمان بوحدة الطبيعة البشرية (تشديد ترومف)، وتحمل هذه النظرة ذلك الإيمان لأن الطبيعة البشرية لا تتغير، ويمكن لذات الصنف من الأحداث أن يتكرر في أي زمن». كتب أيضًا «تتضمن الحالات الأصغر من تكرار التفكير، عزل أي حدثين محددين يحملان تشابهًا بارزًا للغاية (تشديد ترومف)، والانشغال بالتوازي (تشديد ترومف)، الذي يحمل تشابهات، عامة ومحددة، بين مجموعات منفصلة من الظواهر التاريخية».

## دروس
يُشير جي دبليو ترومف إلى أن معظم المفاهيم الغربية عن التكرار التاريخي تدل ضمنًا على أن «الماضي يعلمنا دروسًا من أجل الأفعال المستقبلية» - ويعني ذلك «أن نفس النوع من الأحداث التي حدثت سابقًا ستتكرر...» طرح بوسيدونيوس سابقًا واحدًا من هذه البحوث المتكررة (وهو موسوعيّ يوناني يعود أصله إلى أفاميا، سوريا بين عامي 135 – 51 ق.م تقريبًا)، إذ جادل في أن تهتك الفضائل الرومانية القديمة كان عقب محو التحدي القرطاجي لسلطة روما في عالم المتوسط. اختار توينبي بحث ازدهار الحضارات أو سقوطها بناءً على استجاباتها للتحديات الإنسانية والبيئية التي تواجهها، بعد ألفي عام من طرحه. وبينما كان ديونيسوس الهاليكارناسوسي (ولد نحو عام 60 وتوفي بعد عام 7 ق.م)، يمتدح روما على حساب أسلافها -آشور، وميديون، وبلاد فارس، ومقدونيا القديمة- توقع تدهور روما في نهاية المطاف. بالتالي، أشار ضمنيًا إلى فكرة التدهور المتكرر لإمبراطوريات العالم – وهي فكرة طورها لاحقًا المؤرخ اليوناني ديودور الصقلي (القرن الأول ق.م) وبومبيوس تروغوس، مؤرخ يوناني من القرن الأول ق.م يعود أصله إلى قبيلة سلتية في غاليا ناربونيسيس.
بحلول نهاية القرن الخامس، استطاع زوسيموس (يدعى أيضًا «زوسيموس المؤرخ»؛ الذي ذاع صيته بين تسعينات القرن الخامس والعقد الأول من القرن السادس: وهو مؤرخ بيزنطي عاش في القسطنطينية) رؤية الكتابة على السور الروماني، وأكد أن الإمبراطوريات كانت تسقط نتيجة الفُرقة الداخلية. أعطى أمثلة من تاريخي اليونان ومقدونيا. في حالة كل من الإمبراطوريتين، نجم النمو عن الاتحاد ضد عدو خارجي؛ روما نفسها، ردًا على تهديد هانيبال الموجه إلى كاناي، رفعت مكانتها كقوة عظمى في محض خمسة عقود. مع هيمنة روما على العالم، استُبدل بالأرستقراطية نظامًا ملكيًا، والذي تدهور بدوره إلى استبداد؛ بعد أوغسطس قيصر، استُبدل الحكام الجيدين بطغاة. أصبحت الإمبراطورية الرومانية، بشقيها الشرقي والغربي، ساحة نزال بين الأطراف المتنافسة على القوة، بينما اكتسبت القوى الخارجية أفضلية. رأى زوسيموس في تدهور روما أن التاريخ يكرر نفسه بحركاته العامة.
طور القدماء استعارة راسخة لتطور الكيان السياسي: رسموا مقارنة بين دورة حياة إنسان منفرد، والتطورات التي خضع لها على يد جهاز سياسي. طرح هذه الاستعارة، بإصدارات متعددة، كلًا من شيشرون (ولد عام 106 – توفي عام 43 ق.م)، وسينيكا (ولد عام 1 ق.م تقريبًا وتوفي عام 65 م)، فلوروس (ولد نحو عام 74م وتوفي نحو عام 130م)، وأميانوس مارسيليانوس (ولد بين عامي 325 و330م – وتوفي بعد العام 391م). تكررت هذه الاستعارة الحية اجتماعيًا بعد قرون في أعمال إيميل دوركايم (ولد عام 1858 – توفي عام 1917) وهربرت سبنسر (ولد عام 1820 – توفي عام 1903).

وصف نيكولو ماكيافيلي، موشكًا على تحليل تقلبات سياسات فيورنتينا وإيطاليا بين عامي 1434 و1494، التذبذبات المتكررة بين «نظام» و «فوضى» داخل الدول:
«عندما وصلت الدول إلى أعلى درجات كمالها، سرعان ما بدأت بالانهيار. بنفس الطريقة، بعد أن قلصتها الفوضى وغرقت في حالتها المتناهية من الانحطاط، عاجزةً عن الانحدار أدنى من ذلك، تصعد مجددًا من رحم الحاجة، وهكذا، تنحدر تدريجيًا من الخير إلى الشر وترتقي من الشر إلى الخير.»

## تشابهات
يتضمن أحد أنماط التكرار التي حددها جي دبليو تورمف «عزل أي حدثين محددين يتمتعان بتشابه مذهل للغاية». أشار الفيلسوف الإسباني الأمريكي جورج سانتايانا إلى أن «أولئك الذين لا يستطيعون تذكر الماضي محكوم عليهم بتكراره». كتب كارل ماركس، آخذًا في الاعتبار انقلابات نابليون الأول (1799) وابن أخيه نابليون الثالث (1851)، نصًا لاذع في عام 1852 قال فيه: «يذكر هيغل في مكان ما أن جميع الحقائق والشخصيات ذات الأهمية الكبرى في تاريخ العالم تحدث كما لو أنها حدثت من قبل. نسي أن يضيف: في المرة الأولى كمأساة، وفي المرة الثانية كمهزلة».
مع ذلك، يعتقد آدم ميتشنيك من بولندا أن التاريخ لا يتعلق بالماضي فقط لأنه يتكرر باستمرار، وليس كمهزلة كما وصف ماركس، بل بصفته نفسه، وكتب ميتشنيك أن «العالم مليء بالمحققين والزنادقة، بالكذابين وأولئك الذين كُذب عليهم، بالإرهابيين والمرهَبين. ما يزال هناك شخص يموت في تيرموبيلاي وآخر يتجرع السم وثالث أصبح بلا حيلة، ورابع يخط قائمة الحظر».
قُتل ستانيسلاف شتشيبانوفسكي، رئيس الكنيسة الكاثوليكية في بولندا، على يد صديقه السابق الملك بوليسلاف ذا بولد (1079)؛ وقُتل رئيس الكنسية الكاثوليكية في إنجلترا المدعو توماس بيكيت بناء على أمر من صديقه السابق الملك هنري الثاني (1170).
فشلت محاولة الإمبراطور المنغولي قوبلاي خان لغزو اليابان (1274، 1281) بسبب الأعاصير؛ وفشلت محاولة الملك الإسباني فيليب الثاني لغزو إنجلترا عام 1588 بسبب إعصار.
تيسر دخول إرنان كورتيس الحاسم إلى إمبراطورية الأزتك المكسيكية عام 1519 بعد أن عده السكان الأصليون إلههم كيتزالكواتل الذي كان من المتوقع أن يعود في ذلك العام بالذات؛ وتيسر دخول الكابتن الإنجليزي جيمس كوك الحاسم إلى هاواي عام 1778 أثناء مهرجان ماكاهيكي السنوي لتكريم إله الخصوبة والسلام لونو من خلال اعتقاد السكان الأصليين أن كوك هو لونو، إذ غادر لونو هاواي، ووعد بالعودة على جزيرة عائمة مثلتها سفينة كوك عند الإبحار الكامل.
في 27 أبريل 1521، واجه المستكشف البرتغالي فرديناند ماجلان 1500 رجل من السكان الأصليين في جزر الفلبين بتهور وكان معه أربعة عشر رجلًا فقط، قاوم السكان محاولته لتنصيرهم وقتلوه. في 14 فبراير 1779 واجه المستكشف الإنجليزي جيمس كوك السكان الأصليين في جزيرة هاواي بتهور وكان معه عدد قليل من الرجال، وذلك بعد أن أخذ بعض أفراد الجزيرة أحد قوارب كوك الصغيرة، وقُتل كوك وأربعة من رجاله.
توفيت يادويغا ملكة بولندا عام 1399، وأوصت بإنفاق ثمن مجوهراتها الشخصية لترميم جامعة كراكوف (التي كانت ستبنى عام 1400)؛ وحاولت أرملة ليلند ستانفورد المدعوة جين ستانفورد بيع مجوهراتها الشخصية بعد وفاته في عام 1893 لاستعادة الجدوى المالية لجامعة ستانفورد، وفي النهاية خصصت المجوهرات لتمويل شراء الكتب لجامعة ستانفورد.
في عام 1812، لم يكن الإمبراطور الفرنسي نابليون، المولود في كورسيكا، مستعدًا لحملة شتوية طويلة، لكنه أصر على اجتياح الإمبراطورية الروسية، ما أدى إلى سقوط الإمبراطورية الفرنسية؛ وفي عام 1941، لم يكن الفوهرر الألماني أدولف هتلر، المولود في النمسا، مستعدًا لحملة شتوية مديدة، لكنه حاول اجتياح الدولة التي خلفت الإمبراطورية الروسية السوفيتية (والتي حكمها جوزيف ستالين، المولود في الخارج الجورجي)، ما عجل سقوط الرايخ الثالث الألماني.
عمل المهاتما غاندي على تحرير بني جلدته بالطرق السلمية وقُتل بالرصاص؛ وعمل مارتن لوثر كينغ جونيور على تحرير بني جلدته بالوسائل السلمية وقُتل بالرصاص.